# Phare de Keminkraaseli
Le phare de Keminkraaseli (en finnois : Keminkraaseli majakka) est un phare situé sur une île rocheuse du fond du golfe de Botnie, sur le littoral de la ville de Kemi  en Laponie finlandaise, en Finlande.

## Histoire
Le phare a été construit durant l'été 1937, et il est devenu le phare le plus au nord de Finlande. La tour a été façonnée de manière à résister à la pression de la glace en hiver. Son équipement d'éclairage était initialement alimenté à l'acétylène ; maintenant il fonctionne avec l'énergie éolienne. Ces feux de secteurs ont été orientés pour guider les navires vers le port d'Ajos et vers les deux directions le long de la route côtière peu profonde. Le phare est également équipé d'un radar Racon.

## Description
Le phare  est une tour cylindrique en béton armée de 24 mètres de haut, avec une galerie et une lanterne octogonale. La tour est peinte en blanc avec une bande horizontale noire sous la lanterne. Ce feu à secteurs émet, à une hauteur focale de 25 mètres, trois éclats blancs, rouges et verts selon les secteurs directionnels, toutes les 12 secondes. Sa portée nominale est de 7,2 milles nautiques (environ 13 km).

Identifiant : ARLHS : FIN018 - Amirauté : C4083 - NGA : 18892.

### Lien connexe
- Liste des phares de Finlande